# Province de Cajatambo
La province de Cajatambo (en espagnol : Provincia de Cajatambo) est l'une des neuf provinces de la région de Lima, dans le centre du Pérou. Son chef-lieu est la ville de Cajatambo.

## Géographie
La province couvre une superficie de 1 515,21 km2. Elle est limitée au nord par la région d'Ancash, à l'est par la région de Huánuco, au sud par la province d'Oyón et à l'ouest par la province de Huaura.

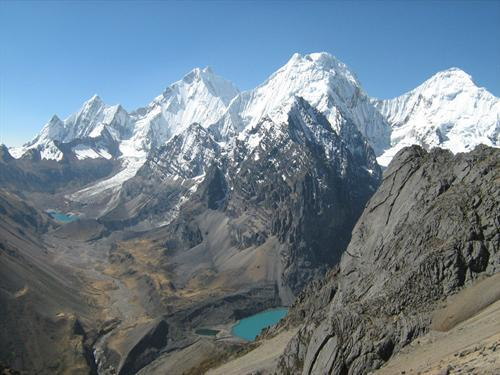
Sommets de la chaîne de montagnes Waywash à la frontière est de la province vus du sud

## Population
La population de la province s'élevait à 8 358 habitants en 2007.

## Subdivisions
La province de Cajatambo est divisée en cinq districts :
- Cajatambo
- Copa
- Gorgor
- Huancapón
- Manás